# Zuheros (kommunhuvudort)
Zuheros är en kommunhuvudort i Spanien.   Den ligger i provinsen Province of Córdoba och regionen Andalusien, i den södra delen av landet, 300 km söder om huvudstaden Madrid. Zuheros ligger 665 meter över havet och antalet invånare är 827.
Terrängen runt Zuheros är kuperad, och sluttar norrut. Runt Zuheros är det ganska tätbefolkat, med 72 invånare per kvadratkilometer. Närmaste större samhälle är Priego de Córdoba, 15,8 km sydost om Zuheros. Trakten runt Zuheros består till största delen av jordbruksmark.